# Viktor Undén

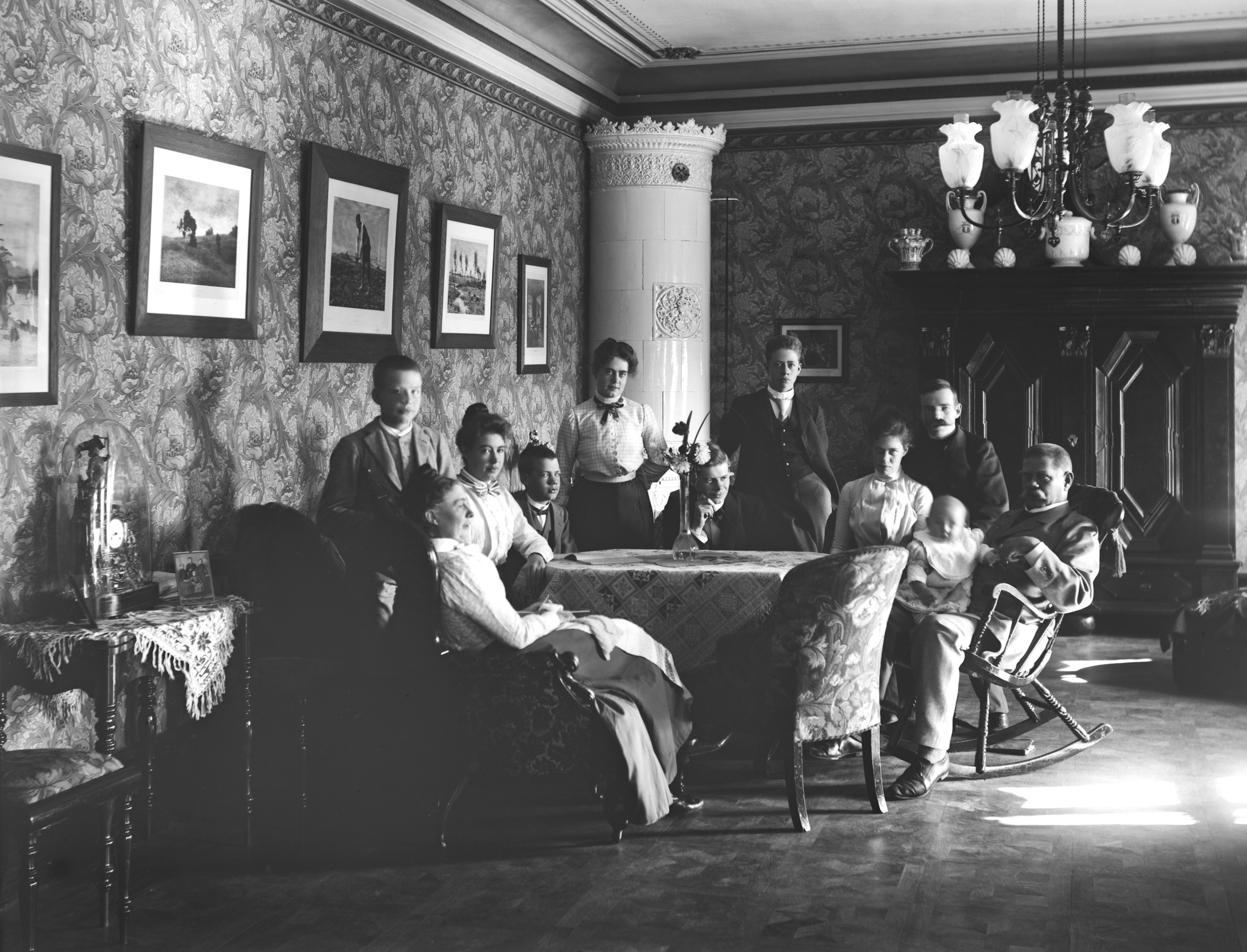
Hemma hos apotekare Viktor Undén på Kungsgatan 14 i Karlstad omkring år 1900. Längst till höger sitter Victor Undén.

Victor Undén, född 12 maj 1844 i Borgvik, död 13 april 1923 i Grödinge, var en svensk apotekare. Han var far till Torsten och Östen Undén. Den senare var professor i juridik och Sveriges utrikesminister under två perioder.

## Biografi
Victor Undén var elev vid apoteket i Kristinehamn 1860, avlade examen som farmacie kandidat 1864 och apotekarexamen 1868. Därefter var han anställd vid apoteket Örnen i Karlstad till 1869 och sedan vid apoteket Lejonet i Göteborg till 1870 samt vid apoteket Lejonet i Kalmar som han lämnade 1872. Året efter och fram till 1878 innehade han apoteket i Vetlanda. Från och med 1892 ägde han apoteket Örnen i Karlstad.
Victor Undén var gift med Beata Undén (1854–1944), dotter till apotekaren Olof Lorentz Kaijser, den tidigare ägaren av apoteket Örnen. Paret fick åtta barn och bodde i Lorentz Kaijsers hus på Kungsgatan 14 i Karlstad där apoteket Örnen låg. År 1906 förvärvade Undén herrgården Lövstalund i Grödinge socken utanför Stockholm. Han ägde gården fram till sin död 1923.
Undén fann sin sista vila på Västra kyrkogården i Karlstad, där han gravsattes i familjegraven den 23 maj 1923. I samma grav ligger hustrun Beata som gravsattes den 7 oktober 1944 och sonen Torsten som gravsattes den 16 juni 1962.